# Филиппи, Феликс
Феликс Филиппи (нем. Felix Philippi; 1851—1921) — немецкий журналист, драматург, театральный критик и театральный режиссёр

.

## Биография
Феликс Филиппи родился 5 августа 1851 года в городе Берлине.
С 1875 года работал журналистом в Мюнхене; и писал как театральный критик для ряда немецких и французских газет. Кроме того, он также работал режиссером и поставил спектакли «Призраки» и «Росмерсхольм». С 1884 года писал спектакли на полную ставку. С 1891 года проживал в столице Германии.
Прекрасно владел техникой драмы, довольно искусно угадывая вкусы и потребности публики, Филиппи, писавший свои пьесы специально для берлинского театра Schauspielhaus, пользовался известной популярностью у зрителей, хотя в чисто литературном отношении его пьесы нередко оставляют желать лучшего. Животрепещущих вопросов Филиппи по большей части касался очень поверхностно, зато Феликс Филиппи очень любил сценические эффекты, как средство добиться успеха у публики.
Пьесы Филиппи касаются, например, быта фабрикантов и рабочих («Das dunkle Thor», 1902), художников («Das grosse Licht», 1902), музыкального мира («Asra», 1902; «Eine Faustsymphonie», 1905), придворной жизни в маленьких германских княжествах («Der goldene Käfig», 1900).
Феликс Филиппи умер 24 ноября 1921 года в родном городе.